# 핵사중극 공명
핵사중극 공명(Nuclear Quadrupole Resonance, NQR) 분광법은 핵자기 공명(NMR)과 비슷한 분석 화학 기법이다. 핵자기 공명과 달리 원자핵의 사중극 공명 전이는 외부 자기장이 없이도 일어나며, 그렇기 때문에 핵사중극 공명을 보통 무자기장(zero-field) 핵자기 공명이라고 부른다. 핵사중극 공명은 원자핵 내 전하 분포의 사중극 모멘트와 전기장 기울기(Electric Field Gradient, EFG) 간의 상호작용 때문에 일어난다. 특정 원자핵의 위치에서의 전기장 기울기는 해당 원자와 주변 원자간 결합을 이루는 원자가 전자에 의해서 주로 결정되므로 핵사중극 공명 전이 주파수는 물질마다 고유한 값을 갖는다.

## 원리
스핀이 1/2보다 큰 원자핵은 자기 쌍극자 모멘트를 가지므로 외부에서 자기장을 가하면 스핀 상태별로 에너지가 갈라져서 에너지 차이에 해당하는 공명 흡수 현상, 즉 핵자기 공명을 관찰할 수 있다. 한편 14N, 17O, 35Cl and 63Cu 등 스핀이 1보다도 큰 원자핵은 전기 사중극 모멘트도 있어서 해당 원자핵 주변의 원자 및 전자들이 만들어내는 불균일한 전기장에 의해서도 에너지 준위가 갈라진다. 이렇게 분리된 준위 간 에너지 차이만큼의 전자기파 흡수 현상을 핵사중극 공명이라 부른다. 대칭성으로 인해 액체 상태에서는 사중극자 모멘트에 의한 에너지 갈라짐 현상이 일어나지 않아서 핵사중극 공명은 고체에서만 관찰된다.
쌍극자 모멘트는 원자핵이 특정 직선을 따라 쏠린 정도를 가리키는 값인 반면 사중극 모멘트는 원자핵이 눌린(일그러진) 정도를 가리킨다. 축구공을 양쪽 끝에서 잡아당겨 미식 축구공 모양으로 만든 경우와 반대로 양쪽 끝을 눌러 원반 모양으로 만든 경우에 사중극자 부호가 반대가 된다.

## 응용
핵사중극 공명은 지뢰나 여행용 수하물에 숨겨진 폭발물 등을 탐지하는데 쓰이기도 한다. 핵사중극 공명 주파수가 온도에 따라 매우 심하게 변하는 성질을 이용하면 0.0001°C 정도의 매우 높은 정밀도로 온도를 측정할 수 있다.